# Melampsora farlowii
Melampsora farlowii är en svampart som först beskrevs av Joseph Charles Arthur, och fick sitt nu gällande namn av Davis 1915. Melampsora farlowii ingår i släktet Melampsora och familjen Melampsoraceae.   Inga underarter finns listade i Catalogue of Life.